# Người Tepehua
Người Tepehua là một dân tộc bản địa của Mexico có tên được đặt theo tiếng Nahuatl, tạm dịch "người dân miền núi", mặc dù họ tự gọi chính bản thân mình không bằng thuật ngữ hay tên vốn có được cho là của một nhóm dân tộc.
Họ chủ yếu sống tại ba bang, Hidalgo, Veracruz và Puebla ở Mexico. Người Tepehua mở rộng trên một loạt chung cư cao, từ 240 và 820 mét (790 và 2.690 ft).